# Obzyr Wielki
Obzyr Wielki (ukr. Великий Обзир) – wieś na Ukrainie w rejonie koszyrskim obwodu wołyńskiego.

## Historia
Pod koniec XIX w. wieś w gminie Borowno, w powiecie kowelskim. 15 lipca 1939 roku gminę przemianowano na gmina Wielki Obzyr.